# Gil da Cruz Trindade
Gil da Cruz Trindade (1 maart 1982) is een marathonloper uit Oost-Timor. 
Da Cruz Trindade nam deel aan de Olympische Spelen van Athene in 2004, maar behaalde de finish niet.

## Persoonlijk record
| Onderdeel | Prestatie | Datum | Plaats |
| --------- | --------- | ----- | ------ |
| marathon  | 2:49.00   |       |        |

## Palmares

### marathon
- 2004: DNF OS